# Octonoba aurita
Espèce
Octonoba aurita est une espèce d'araignées aranéomorphes de la famille des Uloboridae.

## Distribution
Cette espèce est endémique du Yunnan en Chine,. Elle se rencontre vers Dali.

## Description
La femelle holotype mesure 4,73 mm.

## Publication originale
- Dong, Zhu & Yoshida, 2005 : Twelve new species of the family Uloboridae (Arachnida: Araneae) from China. Acta Arachnologica, vol. 54, no 2, p. 81-92 (texte intégral).